# Cahuillas
Cet article concerne le peuple cahuilla. Pour la langue cahuilla, voir Cahuilla.

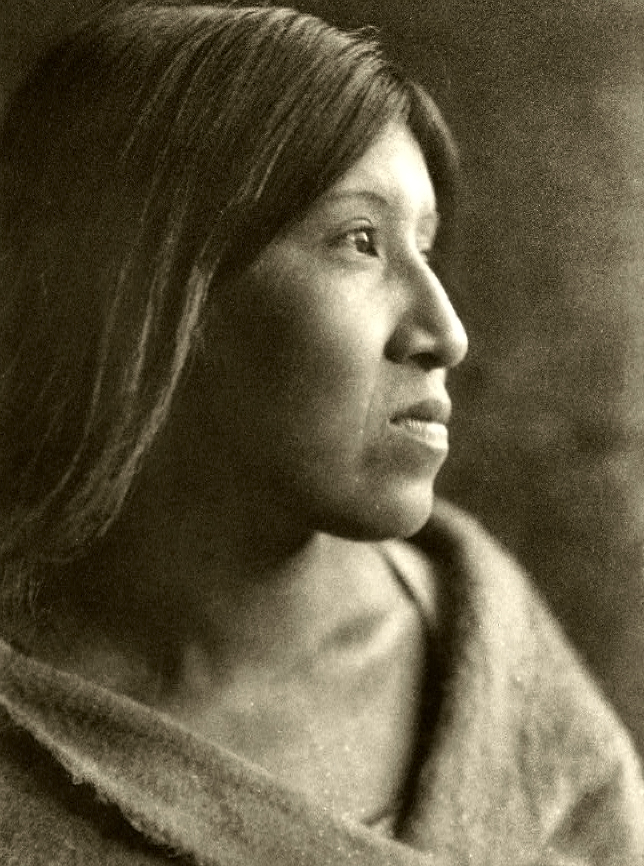
Femme cahuilla photographiée par Edward Sheriff Curtis en 1926.

Les Cahuillas sont un peuple amérindien d'Amérique du Nord vivant dans l'actuel État de Californie. Leur langue, le cahuilla, est quasiment éteinte.